# Dracontomelon macrocarpum
Dracontomelon macrocarpum là một loài thực vật có hoa trong họ Đào lộn hột. Loài này được H.L.Li mô tả khoa học đầu tiên năm 1944.